# Uda-Clocociov
Uda-Clocociov est une commune du județ de Teleorman en Roumanie.